# Crossorhombus kobensis
 Crossorhombus kobensis és un peix teleosti de la família dels bòtids i de l'ordre dels pleuronectiformes.

## Morfologia
Pot arribar als 12 cm de llargària total.

## Distribució geogràfica
Es troba a les costes del Japó i al nord del Mar de la Xina Meridional.